# Израильско-парагвайские отношения
Израильско-парагвайские отношения — настоящие и исторические двусторонние отношения между Израилем и Парагваем. Обе страны имеют полные дипломатические отношения, каждое государство представлено посольством друг у друга.

## История
В 1947 году Парагвай был одной из 33 стран, голосовавших за план ООН по разделу Палестины, таким образом способствуя созданию Израиля. Две страны установили дипломатические отношения в 1949 году.
Посольство Израиля в Асунсьоне было закрыто в 2002 году из-за сокращения бюджета, хотя юристы в Израиле утверждали, что это было сделано по религиозным мотивам. Оно было вновь открыто в июле 2015 года. В 2005 году посольство Парагвая в Мевассерет-Ционе было закрыто, также из-за бюджетных ограничений, и было вновь открыто в 2013 году в Герцлии.
26 апреля 2018 года парагвайский президент Орасио Картес выступал на приёме, посвящённому 70-летию провозглашения независимости Израиля и заявил, что посольство Парагвая будет перенесено в Иерусалим до окончания его каденции, которая истекает в августе того же года. По сообщениям СМИ через неделю после открытия посольства США в Иерусалиме, в столицу Израиля прибудут нынешний и избранный президент Парагвая для открытия посольства своей страны. Решение о переносе парагвайского посольства в Иерусалим было согласовано заранее с главой израильского кабинета министров. 21 мая 2018 года Парагвай стал третьей страной после США и Гватемалы, официально открывшей своё посольство в Иерусалиме. 5 сентября 2018 года Парагвай объявил об отмене решения по переносу посольства в Иерусалим и возвращении дипломатов в Тель-Авив — с заявлением выступил глава МИД этой страны Луис Кастальони. В ответ Израиль отозвал посла и сообщил о закрытии своего посольства в этой стране. Экс-президент Парагвая Орасио Картес, открывавший посольство своей страны в Иерусалиме за 4 месяца до этого, заявил, что «это предательство дружбы между Парагваем и Израилем».
В августе 2023 года глава израильской дипломатии Эли Коэн посетил Парагвай, где президент Сантьяго Пенья официально объявил о переносе посольства этой страны в Иерусалим.
В декабре 2024 года президент Парагвая Сантьяго Пенья посетил Израиль с официальным визитом. В рамках визита Пенья торжественно открыл посольство своей страны в Иерусалиме (во второй раз). После церемонии состоялся торжественный приём в израильском МИДе, во время которого были также подписаны несколько меморандумов о взаимопонимании, а также несколько двусторонних соглашений.

## Международная помощь
В январе 2016 года Израиль направил помощь для оказания помощи Парагваю в борьбе с тяжелым наводнением, которое привело к перемещению около 100 000 человек. В июне 2016 года компания израильская «Нетафим» направила в Парагвай через посольство Израиля в Асунсьоне передовые системы капельного орошения, чтобы помочь этой стране в борьбе с засухой.

## Торговые отношения
Экспорт Израиля в Парагвай составил $6,69 млн в 2014 году, сосредоточив внимание на электронике и минералах. Paraguay’s exports to Israel in the same year totaled US $145 million, made up almost exclusively of frozen meat and soybeans.
В 2005 году, когда экспорт Израиля в Парагвай составил $2,5 млн, обе страны подписали соглашение о взаимном экспорте, в соответствии с которым каждая страна будет содействовать увеличению взаимной торговли. В 2010 году Израиль и Парагвай также согласились сотрудничать в области сельского хозяйства и подписали по этому поводу новое двустороннее соглашение.
В 2015 году сообщалось, что парагвайская армия закупила несколько пулеметов «Негев» у «Израильской оружейной промышленности».

## Визиты на высшем уровне
- В ноябре 2005 года парагвайский вице-президент Luis Castiglioni посетил Израиль с официальным визитом[2]
- В ноябое 2013 года парагвайский министр промышленности и торговли Gustavo Leite посетил в Израиле WATEC — конференцию по водным технологиям как гость министра экономики Нафтали Бенета.[19]
- В июле 2016 года президент Парагвая Орасио Картес посетил Израиль с официальным визитом. Это был первый визит президента Парагвая в Израиль в истории. В Израиле он подписал меморандум о взаимопонимании, по которому Израиль будет помогать Парагваю технологически.[20]
- В сентябре 2017 года парагвайский президент Орасио Картес прибыл в Буэнос-Айрес специально для встречи с находившимся там с официальным визитом главой израильского правительства Биньямином Нетаньяху.[21]